# Joshua Nathan
Joshua Nathan (Nottingham, 25 settembre 1999) è un ginnasta britannico.

## Biografia
Nel 2016 ai Campionati europei di ginnastica artistica maschile di Berna 2016 ha fatto parte della squadra britannica che ha vinto l'oro nel concorso junior insieme a Joe Fraser, Giarnni Regini-Moran, Jamie Lewis e Donell Osbourne. 
Nella Coppa del Mondo di ginnastica artistica FIG 2019 ha vinto le medaglie d'oro per il cavallo con maniglie nelle tappe di Szombathely e Parigi.
Agli europei individuali di Adalia 2023 si è aggiudicato il bronzo a squadre, con Jake Jarman, Adam Tobin, Courtney Tulloch e Luke Whitehouse.

## Palmarès
- Europei

Adalia 2023: bronzo a squadre;
- Europei junior

Berna 2016: oro a squadre;